# Francis Kilvert
Robert Francis Kilvert, född 3 december 1840 i Chippenham, död 23 september 1879 i Skottland, var en brittisk präst och författare. Han är främst känd för sina dagböcker kring lantligt liv på 1870-talet, publicerade mer än 50 år efter hans död.

## Biografi
Kilvert föddes på Hardenhuish Lane, Chippenham, Wiltshire, som son till Robert Kilvert och Thermuthis Coleman. Han fick privatundervisning Bath, Somerset, av sin farbror Francis Kilvert före utbildning på Wadham College och universitetet i Oxford. Därefter blev han pastorsadjunkt på landsbygden i Welsh Marches mellan Hereford och Hay on Wye. Från 1863 till 1864, var han pastorsadjunkt till sin far på Langley Burrell, och 1865 blev han pastorsadjunkt på Clyro, Radnorshire, där han stannade till 1872 och återförenades därefter med sin far på Langley Burrell. Därefter var han kyrkoherde 1876-1877 på St Harmon, Radnorshire, och från 1877 till sin död på Bredwardine, Herefordshire.
Kilvert förespråkade offentligt nakenbad som naturligt och hälsosamt.
År 1879 gifte han sig med Elizabeth Ann Rowland (1846–1911), som han hade träffat i Paris, men dog kort efter detta av peritonit, bukhinneinflammation.

## Dagböckerna
Kilvert är mest känd som författare av omfångsrika dagböcker med skildringar av dåtidens lantliv. Men han skrev och utgav också poesi. 
Efter hans död blev dagböckerna redigerade och censurade, möjligen av änkan. Senare lämnades de till William Plomer som redigerade deåterstående texterna och publicerade dem i tre volymer som Selections from the Diary of the Rev. Francis Kilvert (Vol 1: 1870–1871 publ. 1938, Vol 2: 1871–1874 publ. 1939, Vol 3: 1874–1879 publ. 1940), och senare även en förkortad version I ett band Kilvert's Diary, 1870–1879 (1944) och (1960), samt en kortare illustrerad version för barn Ardizzone's Kilvert (1976). 
År 1960 publicerades dagböckerna I en annan redigering än den Plomer hade gjort som Journal of a Country Curate: Selections from the Diary of Francis Kilvert. 1992 gjordes ytterligare en ny redigering under ledning av David Lockwood, Kilvert, the Victorian: A New Selection from Kilvert's Diaries (1992). 
Dagböckerna i original finns bara delvis bevarade. 

## I TV och film
År 1976 visade BBC en dokumentär om Kilvert, Vicar of this Parish. Detta ledde till att Kilvert's Diary blev dramatiserad I 18 avsnitt som sändes i Brittisk TV mellan 1977 and 1978 med Timothy Davies i titelrollen. 

## Fotnoter
1. 1 2  Dictionary of Welsh Biography, 1 juli 1997, ISBN 978-0-900439-86-5.[källa från Wikidata]
2. ↑  Aaron Swartz, Open Library, Open Library-ID: OL4371335A, läst: 9 oktober 2017.[källa från Wikidata]
3. ↑  Aaron Swartz, Open Library, Open Library-ID: OL599208A, läst: 9 oktober 2017.[källa från Wikidata]
4. ↑  SNAC, SNAC Ark-ID: w6613xkz, läs online, läst: 9 oktober 2017.[källa från Wikidata]
5. ↑  Smith 1996, sid. 15.
6. ↑  Kilvert Society Newsletter March 1979
7. ↑  Conradi, Peter J (17 juli 2009). ”Book Of A Lifetime: The Diaries, By Francis Kilvert”. The Independent. http://www.independent.co.uk/arts-entertainment/books/reviews/book-of-a-lifetime-the-diaries-by-francis-kilvert-1749440.html. Läst 2 maj 2016.